# أيفيند هينركسن
أيفيند هينركسن (بالنرويجية البوكمول: Eivind Henriksen)‏ هو منافس ألعاب قوى نرويجي، ولد في 14 سبتمبر 1990 في أوسلو في النرويج.

## وصلات خارجية
- أيفيند هينركسن على موقع الاتحاد الدولي لألعاب القوى (الإنجليزية)
- أيفيند هينركسن على موقع الاتحاد الأوروبي لألعاب القوى (الإنجليزية)
- أيفيند هينركسن على موقع اللجنة الأولمبية الدولية (الإنجليزية)
- أيفيند هينركسن على موقع أوليمبيديا (الإنجليزية)
- أيفيند هينركسن على موقع IMDb (الإنجليزية)